# Günter Thelen
Günter Thelen (* 14. August 1943 in Leverkusen) ist ein deutscher Bildhauer. Sein Werk basiert auf der klassischen abendländischen Bildhauertradition hellenistischer Prägung. Er verbindet darin die Ästhetik des Gegenständlichen mit Elementen des Surrealismus, der einen Vergleich mit dem Werk von Max Ernst zulässt. Als Meisterschüler von Hans Karl Burgeff ließ sich Thelen von dessen religiösem Schaffen inspirieren, um eigenständige sakral-mystische Objekte zu schaffen.

## Werdegang
Thelen absolvierte von 1965 bis 1967 eine Goldschmied-Lehre. Bereits in dieser Zeit galt sein Hauptinteresse der Gestaltung kleiner Figuren als künstlerischem Schmuck. Es folgte von 1968 bis 1975 ein Studium Kunst und Design, Fachbereich Bildhauerei an der FH Köln. 1976 schloss er dieses als Meisterschüler von Hans Karl Burgeff ab. Im selben Jahr richtete Thelen ein Atelier in Köln ein und wurde Lehrbeauftragter für Bildhauerei an der FH für Kunst und Design Köln. 1989 verlegte er sein Atelier von Köln nach Nörvenich, wo er im Ortsteil Wissersheim den ehemaligen Wasserturm erwarb.
Im Jahr 2000 folgte die Berufung zum Dozenten für Bildhauerei an der Akademie für Bildende Kunst in Düren.

## Material und Werk

Der Erden-Mensch am Skulpturenweg in Erftstadt-Frauenthal

Thelen gehört zu den Künstlern, die jede formbare Materie selbst bearbeiten. Marmor und anderes hartes Gestein sind das Material für abstrakte und gegenständliche Skulpturen. Er modelliert ebenfalls in Ton und Gips als Vorstufe für Güsse in Bronze, Eisen oder Edelmetallen. Hinzu kommt die Verarbeitung alter Hölzer und ganzer Baumstämme zu überdimensionalen Objekten.
In seiner Gestaltung treten vier Themenbereiche hervor: Thelen schuf überlebensgroße Köpfe aus Marmor, Granit sowie unterschiedlichem Gestein. Diese Schöpfungen wurden mitunter zu den Standfiguren der Wächter ausgearbeitet. Solche Werke erzeugen vor allem auch im Landschaftsraum einen faszinierenden, geheimnisvollen Anblick. 
In Thelens frühem Schaffen lag der Schwerpunkt auf weich modellierten Steinskulpturen mütterlichen Frauen. Später rückte eine surrealistische Sichtweise in den Vordergrund. Thelen verdeutlicht sie durch die Entwicklung von Figuren, bei denen er Körperlichkeit, Erotik und Mystik zusammenführt, wie etwa beim Delta-Zyklus. Diese Kreationen haben mythologische Namen wie Helios und Selene.
Darüber hinaus entwarf er kunstvolle Figurinen und skulpturalen Silberschmuck, die sich durch ihre meisterhafte Ausführung in die Tradition von Salvador Dalí und Georges Braque einreihen.

## Ausstellungen
Seit Anfang der 1970er Jahre war Thelen in zahlreichen Ausstellungen vertreten, unter anderem:
- 1976: Paris, Museum Petit Palais (Paris)
- Galerien in Belgien und den Niederlanden sowie in folgenden Jahren in
- Galerie FU Düsseldorf
- Galerie InterArt Köln
- Galerie Colori Essen
- Galerie Bruno Bruni Hannover
- Galerie Osper Köln
- 2012/13: Galerie Marco Edition (Bonn/Paris)
- 2013: Museum Europäischer Kunst (Nörvenich): Retrospektive zum 70. Geburtstag des Bildhauers[3]
- 2020: Schwarzloch-Galerie 174 (Wuppertal): Mystische Wesen und Welten: Tanz der Corona

## Öffentliche Wirkung
Frühe öffentliche Beachtung erzielte Thelen über Jahre hinweg bei mehrmonatigen Themenausstellungen in Kirchen, an öffentlichen Plätzen und in Foren. Dazu gehörten der Skulpturengarten Köln, der Löhrer-Hof Hürth, der Elevanden-Hof Köln und das Bildhauer-Symposium Lindlar, außerdem das Karmelitinnen-Kloster Stolberg-Zweifall (2010), St. Marien, Düren (2011), die Kirche der Versöhnung in Erftstadt (2012) und das Bildhauer-Symposium in Erftstadt-Lechenich (2014). 
Arbeiten von Günter Thelen befinden sich ständig im öffentlichen Raum:
- Das Liebespaar, überlebensgroße Steinfigur als Wahrzeichen vor der Neffeltal-Halle der Großgemeinde Nörvenich[5]
- Delta-Frau mit Sonnensegel, Freilichtausstellung im Museum Europäischer Kunst auf Schloss Nörvenich (Kreis Düren)
- Demeter, Marmorarbeit im Gestaltungsbereich Burggraben und Park von Schloss Nörvenich.
- Engel-Köpfe, sechs surrealistische Porträts in Stein und Bronze, Kollektion Europäische Kulturstiftung (Deutschland)
- Das private Museum Europäischer Kunst Schloss Nörvenich (früheres „Museum Arno Breker Schloß Nörvenich“) präsentiert seit 2013 ständig Werke von Günter Thelen in der Dauerausstellung.
- Der Erden-Mensch, Groß-Skulptur in Marmor (Unikat), Skulpturenweg in Erftstadt-Frauenthal (2014).[6]